# Daniel Carlos Silva Anjos
Daniel Carlos Silva Anjos (* 23. November 1979 in Feira de Santana) ist ein ehemaliger brasilianischer Fußballspieler.

## Karriere
Daniel begann seine Karriere 2000 bei CA Juventus. 2001 wechselte er zum japanischen Zweitligisten Kawasaki Frontale. 2002 kehrte er nach Brasilien zurück und unterschrieb einen Vertrag bei Mirassol FC. 2003 wechselte er zum paraguayischen Club Guaraní. Danach spielte er bei SE Gama, Mirassol FC und Ceará SC. Von 2006 bis 2008 war er außerdem noch beim portugiesischen CF Estrela Amadora und rumänischen Pandurii Târgu Jiu unter Vertrag. 2008 kehrte er nach Brasilien zurück. Danach spielte er bei Acadêmica Vitória, Castanhal EC, Petrolina Social FC und Guarany SC. Ende 2014 beendete er seine Karriere als Fußballspieler.